# Eriko Sato
Eriko Sato (佐藤 衣里子 Sato Eriko?,  nacido el 25 de noviembre de 1985 en Shizuoka) es una exfutbolista japonesa que jugaba como centrocampista.
Sato jugó 2 veces para la selección femenina de fútbol de Japón entre 2003 y 2008.

## Trayectoria

### Clubes
| Club          | País  | Año  |
| ------------- | ----- | ---- |
| TEPCO Mareeze | Japón | ???? |

### Selección nacional
| Selección | País  | Año         |
| --------- | ----- | ----------- |
| Absoluta  | Japón | 2003 - 2008 |

## Estadística de equipo nacional
| Selección femenina de fútbol de Japón | Selección femenina de fútbol de Japón | Selección femenina de fútbol de Japón |
| Año                                   | Partidos                              | Goles                                 |
| ------------------------------------- | ------------------------------------- | ------------------------------------- |
| 2003                                  | 1                                     | 0                                     |
| 2004                                  | 0                                     | 0                                     |
| 2005                                  | 0                                     | 0                                     |
| 2006                                  | 0                                     | 0                                     |
| 2007                                  | 0                                     | 0                                     |
| 2008                                  | 1                                     | 0                                     |
| Total                                 | 2                                     | 0                                     |